# Klin-Solnetsjnogorskoffensief
Het Klin-Solnetsjnogorskoffensief was een gevecht aan het oostfront tijdens de Tweede Wereldoorlog van 6 december 1941 tot 25 december 1941. Nadat dat de Duitse aanval op Moskou was vastgelopen, zette het Rode Leger een tegenaanval in. Als onderdeel van het tegenoffensief vielen vier legers van het Westelijk Front de flank van 3e Pantserleger aan. Het doel van het offensief was de vernietiging van de noordelijke vleugel van Heeresgruppe Mitte.
Na een korte strijd braken de Sovjets door de Duitse linie en dreigden ze de terugtocht van de Duitse divisies af te snijden. Ten koste van zware verliezen konden de Duitsers de omsingeling vermijden, maar gedurende hun terugtocht waren ze gedwongen om het grootste deel van hun tanks, voertuigen en artillerie achter te laten. Op 15 december 1941 werd Klin bevrijd en de Duitsers trokken zich terug achter de Lama en de Roeza. Rond 20 december begon het front zich te stabiliseren en maakten de Sovjets zich klaar voor de tweede fase van hun tegenoffensief.
Na het Klin-Solnetsjnogorskoffensief was de val van Moskou definitief afgewend. Het Rode Leger had de noordelijke vleugel van Heeresgruppe Mitte 100 km teruggedreven en de Wehrmacht was in het defensief gedwongen.

## Situatie december 1941
Bij de aanvang van Operatie Barbarossa, de inval in de Sovjet-Unie, vormde 3e Pantserleger de noordelijke vleugel van Heeresgruppe Mitte. Aanvankelijk verliep het offensief volgens plan. In de Slag bij Minsk vernietigde Heeresgruppe Mitte drie Sovjetlegers van het Westelijk Front. De Duitse legers rukten verder op naar het oosten en enkele weken later omsingelden ze bij Smolensk opnieuw een deel van het Westelijk Front. Eind juli had de Duitse Wehrmacht 2/3 van de afstand naar Moskou afgelegd, maar ondanks hun succes haperde de Duitse opmars. Omsingelde Sovjets bleven doorvechten in plaats van zich over te geven en de enorme afstanden vormden een zware belasting voor de bevoorradingslijnen van de pantserdivisies.
Op 19 juli 1941 bepaalde Adolf Hitler dat Moskou niet langer het hoofddoel was. In het zuiden blokkeerde het Zuidwestelijk Front de opmars van Heeresgruppe Süd en in het noorden vorderde Heeresgruppe Nord moeizaam in de richting van Leningrad. Het Duitse opperbevel dirigeerde Pantsergroep 3 naar het noorden en de tanks van Pantsergroep 2 zwenkten naar het zuiden. Hoewel de Duitsers bij Kiëv een grote overwinning behaalden en de Duitse legers begin september de rand van Leningrad bereikten, hadden deze gevechten de opmars naar Moskou vertraagd. Op dat moment veranderde Adolf Hitler zijn plannen weer. Moskou werd opnieuw het doel.  Beide pantsergroepen werden opnieuw aan Heeresgruppe Mitte toegevoegd en de beslissende aanval op Moskou ging op 5 oktober van start.
Begin oktober leek de overwinning binnen bereik van de Duitse legers. In omsingelingen bij Brjansk en Vazyma verloor het Rode Leger 650.000 soldaten. De verdedigingslinie rond Moskou was ineengestort en georganiseerde tegenstand van de Sovjets was gebroken. Koppig weigerde Stalin zich neer te leggen bij de nederlaag. Hij benoemde generaal Zjoekov tot bevelhebber van het Westelijk Front. Geholpen door de herfstregens en nieuwe versterkingen slaagde hij erin de Duitse opmars te vertragen. De Duitse divisies waren uitgeput. De meeste divisies hadden onafgebroken sinds de start van operatie Barbarossa gevochten. De infanterieregimenten hadden nog slechts de sterkte van een bataljon en bij de pantserdivisies waren meer dan de helft van de voertuigen niet meer operationeel. Voorraden van munitie, kledij en brandstof waren schaars en bereikten niet of nauwelijks de frontlijn. Eind oktober was de Duitse aanval vastgelopen in de modder.
Begin november begon de temperatuur te dalen, maar pas nadat de grond bevroor, was het mogelijk om de opmars te hervatten. Op 15 november 1941 ging Heeresgruppe Mitte opnieuw in de aanval. Op 24 november 1941 veroverde Pantsergroep 3 Klin en een dag later viel ook Solnetsjnogorsk in Duitse handen. De Sovjets boden hevige weerstand, maar ze lieten zich niet meer omsingelen. Indien het gevaar voor omsingeling dreigde, trokken ze zich terug naar een nieuwe verdedigingslinie. De Duitsers moesten hun laatste reserves inzetten om de opmars gaande te houden. Het tempo daalde tot enkele kilometers per dag. Sneeuw en ijs vertraagden de opmars nog meer. De 7de pantserdivisie stak op 28 november het Moskou-Volga Kanaal over. Op 5 december 1941 bereikte een verkenningspeloton van de 2e pantserdivisie Khimki, 8 km van Moskou. Met hun verrekijkers konden de Duitsers de torens van het Kremlin zien.

## Slagorde Rode Leger
Westelijk Front (generaal G.K. Zjoekov)
- 30e Leger (generaal-majoor D.D. Leljoesjenko)
  - 5e Divisie
  - 46e Cavaleriedivisie
  - 107e Gemotoriseerde Divisie
  - 185e Divisie
  - 82e Cavaleriedivisie
  - 365e Divisie
  - 371e Divisie
  - 8e Tankbrigade
  - 21e Tankbrigade
  - 24e Cavaleriedivisie
  - 18e Cavaleriedivisie
  - 348e Divisie
  - 379e Divisie
- 1e Stoottroepenleger (luitenant-generaal V.I. Koeznetsov)
  - 55e Brigade
  - 66e Brigade
  - 44e Brigade
  - 50e Brigade
  - 29e Brigade
- 16e Leger (luitenant-generaal K.K. Rokossovski)
  - 1e Tankbrigade
  - 18e Divisie
  - 9e Divisie
  - 36e Brigade
  - 17e Tankbrigade
  - 40e Brigade
- 20e Leger (generaal-majoor A.A Vlasov)
  - 133e Divisie
  - 126e Divisie
  - 54e Brigade
  - 24e Tankbrigade
  - 31e Tankbrigade
  - 35e Brigade
  - 352e Divisie
  - 331e Divisie

## SlagordeWehrmacht
Pantsergroep 3
- Pantsergroep 3 (generaal der Pantsertroepen Georg-Hans Reinhardt)
  - 56e Gemotoriseerde Korps (generaal der Pantsertroepen Ferdinand Schaal)
    - 36e Gemotoriseerde Divisie
    - 14e Gemotoriseerde Divisie
    - 7e Pantserdivisie

  - 41e Gemotoriseerde Korps (generaal der Pantsertroepen Walter Model)
    - 6e Pantserdivisie
    - 1e Pantserdivisie
    - 161e Infanteriedivisie

## Klin-offensief

### Noordelijke flank: aanval op Klin
Op vrijdag 5 december 1941 zette het Kalininfront het offensief in. Het 29ste leger en het 31e Leger staken de bevroren Wolga over en ze vielen het Duitse 9e Leger aan. Hun aanval concentreerde zich tegen de stellingen rond Kalinin. Meer naar het oosten bleef het gedurende de ganse dag rustig aan het front van Pantsergroep 3, maar generaal Reinhardt bracht zijn troepen in hoogste staat van paraatheid. Hij bereidde zich voor om zijn meest vooruitgeschoven spitsen terug te trekken. Delen van de 7de pantserdivisie bevonden zich op de oostelijke oever van het Moskou-Volgakanaal en de 2e Pantserdivisie had Krasnaja Poljana bereikt.
Op zaterdag 6 december wierp generaal Zjoekov de rechtervleugel van het Westelijk Front in de strijd. Bij een temperatuur van -26°C vielen de Sovjets aan. Het 30ste leger viel de linkerflank en achterhoede van Pantsergroep 3 aan. De eerste doelwitten van het 30ste leger waren het strategische kruispunt van Rogatsjevo, het stadje Klin en de spoorweg Moskou-Kalinin. Als de Sovjets deze knooppunten in handen kregen, dan sneden ze de terugtocht van de 14de gemotoriseerde divisie, 36ste gemotoriseerde divisie de 23ste infanteriedivisie, 6de pantserdivisie en de 7de pantserdivisie af.
De linkerflank van het 30e Leger, bestaande uit 348ste divisie en de 18e Cavaleriedivisie, brak onmiddellijk door de dunne verdedigingslinie van de 36e Gemotoriseerde Divisie. Onmiddellijk wierp generaal Leljoesjenko zijn reserves in de strijd om de doorbraak uit te buiten. Het 923e Regiment en het 215e Regiment stormden door de bres naar Rogatsjev. De centrale aanvalsmacht van het 30e Leger werd gevormd door de 24e Cavaleriedivisie, de 371e Divisie en de 365e Divisie. Gesteund door de tanks van de 8e Tankbrigade liepen ze eveneens de Duitse verdediging onder de voet. De snelheid van de opmars verraste de Duitsers, want ze hadden verwacht dat de Sovjets ook last zouden hebben van het winterse weer. De cavaleristen hadden echter weinig last van de sneeuw en ze waren niet gebonden aan de wegen. Ook de brede rupsbanden van de T-34’s zorgden ervoor dat de tanks minder last hadden van de sneeuw. Veel infanteristen reden mee op de tanks. Bij het invallen van de duisternis waren de Sovjets meer dan 15 km opgerukt en hun voorhoede bevond zich op minder dan 10 km van Klin.
Meer naar het westen verliep de aanval van de rechtervleugel van het 30e Leger, bestaande uit drie infanterie- en twee cavaleriedivisies, minder vlot. De Duitse infanteristen van de 86ste infanteriedivisie hadden zich ingegraven en ze beschikten over voldoende artillerie. De aanvallers leden zware verliezen bij het oversteken van de Wolga ten noorden van het stuwmeer. Na zware gevechten veroverden de Sovjets Radchenko, maar de Duitse vuurkracht bracht hun opmars tot stilstand. Stevig verschanst in hun houten bunkers sloeg de Duitse soldaten aanval na aanval af. Generaal Leljoesjenko verlegde de aanval naar de zuidelijke oever van het stuwmeer en hij zette zijn reserves in om het offensief weer op gang te brengen. Hoewel de 379ste divisie en de 107de brigade verschillende posities onder de voet liepen, bleef de Duitse verdediging intact.
Op dezelfde dag brak generaal Koeznetsovs 1e Stoottroepenleger uit het bruggenhoofd ten westen van het Moskou-Wolgakanaal. Over een breedte van 25 km tussen Ignatov en Dmitrov vielen vijf brigades de Duitse 7e Pantserdivisie aan. De brigades waren samengesteld uit mariniers van de Pacifische Vloot (Rusland). De geharde en goed bewapende mariniers waren gewend aan de barre omstandigheden. Met behulp van een ferry staken ze het kanaal over. Hun eerste doel was Jachroma, waar zich het bevoorradingsdepot van de 7e Pantserdivisie bevond. Ze veroverden enkele huizen aan de zuidelijke rand en het kwam tot hevige gevechten. Generaal Koeznetsov stuurde meer troepen over het kanaal, maar ze konden geen doorbraak forceren.
Op het einde van de eerste dag was de Duitse verdediging op verschillende plaatsen doorbroken. Het 30ste leger naderde Klin vanuit het noorden, waardoor de achterhoede van Pantsergroep 3 werd bedreigd. Tijdens de opmars naar Moskou had generaal Reinhardt zijn infanteriedivisies achtergelaten bij Kalinin zodat ze geen vertraging zouden veroorzaken. De tank- en gemotoriseerde divisies beschikten over te weinig mankracht om een ononderbroken verdedigingslinie te bemannen in de Klin-saillant. Onder dekking van de sneeuwbuien glipten Sovjeteenheden tussen de versterkte posities.
Gedurende de nacht gaf generaal Reinhardt zijn divisies opdracht om zich terug te trekken. De 1e Pantserdivisie, die onderweg was naar Krasnaja Poljana, kreeg bevel om zich om te keren en naar Klin op te rukken. De weg naar Klin was spoedig gevuld met vrachtwagens, tanks en gemechaniseerd geschut. De colonne strekte zich over een lengte van meer dan 30 km uit. Ook vroeg hij veldmaarschalk Von Bock, bevelhebber van Heeresgruppe Mitte, om versterkingen, maar er was geen enkel bataljon beschikbaar. Hij gaf de 7e Pantserdivisie opdracht om zich los te maken uit het gevecht en ook naar Klin terug te trekken. Ondertussen begonnen ook delen van de 14e Gemotoriseerde Divisie en de 36e Gemotoriseerde Divisie zich terug te trekken naar het westen.
Op zondag 7 december daalde de temperatuur nog verder en begon het te sneeuwen. Generaal Zjoekov breidde zijn offensief nog verder uit. Het 20ste leger, onder leiding van generaal Andrej Vlasov, viel Krasnaja Poljana aan en het 16de leger, onder leiding van generaal Rokossovski, viel aan in de richting van Volokolamsk. Beide legers moesten de Duitse troepen in de punt van de Klin saillant vernietigen en daarna naar het westen oprukken. Solnetsjnogorsk moest door het 20e Leger worden veroverd terwijl Istra het doel van het het 16e Leger vormde. Beide legers vorderden langzaam. De frontale aanvallen op de Duitse posities veroorzaakten zware verliezen bij beide legers. In de loop van de dag begon generaal Reinhardt het zuidelijk deel van de saillant te ontruimen.
Ten noorden van Klin drongen de Sovjets steeds dieper in de Duitse achterhoede. In de loop van de middag verraste de 8e Tankbrigade het hoofdkwartier van het 56e Gemotoriseerde Korps. Toen de Sovjets de commandopost binnenstormden, lagen de stafkaarten nog op tafel en rinkelden de telefoons. Generaal Schaal en zijn staf ontsnapten, maar gedurende deze kritieke fase in de gevechten had het 56e Gemotoriseerde Korps geen leiding. Ondertussen trokken de 6e en 7e Pantserdivisies zich steeds verder terug naar Klin. Het weer begon zijn tol te eisen. Het Duitse leger was niet op de winter voorzien. Lichaamsdelen die waren blootgesteld, bevroren bijna onmiddellijk. Tientallen Duitse soldaten vroren dood op hun post. De grond was te hard om hen te begraven en ze werden gewoon in het veld achtergelaten. Voertuigen moesten hun motor laten draaien anders bevroor de olie, maar hierdoor verbruikten ze veel brandstof. Ook het smeervet in de Duitse geweren was niet bestond tegen de extreem lage temperaturen. Tientallen voertuigen, tanks, machinegeweren en kanonnen werden achtergelaten langs de wegen. Voertuigen, die nog wel over brandstof beschikten, liepen vast in de diepe sneeuw en moesten worden opgeblazen om niet in vijandelijke handen te vallen. De Duitse terugtocht begon te ontaarden in een vlucht naar het westen. 
Meer naar het zuiden verliep de opmars van het Westelijk Front moeizamer. Tot ongenoegen van Stavka kwam de opmars niet op gang. Rond Jachroma woedde nog steeds een hevige strijd, waar de achterhoede van de 14e Gemotoriseerde Divisie zich koppig in de laatste huizen had verschanst. De rest van het 1e Stoottroepenleger volgde behoedzaam de terugtrekkende Duitsers. Generaal Koeznetsov vermoedde een hinderlaag en de marine brigades waren niet vertrouwd met het gebied waardoor hun tempo zich beperkte tot enkele km per dag.
Op 8 december boekten de vleugels van het 30e Leger enkele belangrijke successen. De 379e Divisie sneed de spoorweg Klin-Kalinin af en de 348e Divisie veroverde Rogatsjev. In het centrum bedreigde het 30e Leger Klin vanuit het noorden. Generaal Reinhardt dirigeerde alle beschikbare troepen naar Klin. Aan de westelijke toegangsweg zette hij een opvangcentrum op. De Duitse soldaten kregen een warme maaltijd en werden door de Feldgendarmerie, terug naar hun eenheden gebracht. Delen van de 36e Gemotoriseerde Divisie hadden een geïmproviseerde stelling ten noorden van het stadje gevormd. Met explosieven groeven ze loopgraven in de bevroren grond. Dankzij hun koppig verzet bleef de enige ontsnappingsweg van de pantsergroep naar het westen open. De verdedigers werden gesteund door de artillerie en tanks van de beide pantserdivisies, die zich hadden terugtrokken naar Klin. De trage opmars van de brigades van het 1e Stoottroepenleger gaf generaal Reinhardt de kans om zijn pantserdivisies naar Klin terug te trekken.
Op 9 december veroverde het 1e Stoottroepenleger Fedotovo, ten westen van Solnetsjnogorsk. Het verlies van deze positie dwong de 6e Pantserdivisie zich verder terug te trekken. Toch bleef generaal Koeznetsov nog steeds voorzichtig. Hij aarzelde om de doorbraak uit te buiten en enkel de 71e Brigade volgde in een traag tempo de terugtrekkende Duitsers.

### Zuidelijke flank: aanval op Solnechnogorsk
Op 6 december was ook het 20e Leger in de aanval gegaan, maar na felle gevechten hadden ze nauwelijks terreinwinst geboekt. In plaats van zich op een bepaald punt te concentreren, had generaal Vlassov zijn eenheden op een breed front ingezet. De Duitsers sloegen de eerste aanvallen af, maar onder massale druk moesten ze Lobnja ontruimen. Onder dekking van sneeuwbuien glipten ze ongezien weg. Pas in de loop van de volgende dag beseften de Sovjets dat de Duitsers zich hadden teruggetrokken. Generaal Vlassov zette zijn reserves in, maar bij Ozoretskoye stuitte de 331e Divisie op zware tegenstand. Het kostte hen een dag om de Duitse stelling te veroveren. Op de avond van 8 december was het 20e Leger 8 km opgerukt. 
Op de linkerflank van het 20ste leger verliep de aanval van het 16e Leger niet veel beter. Generaal Rokossovski moest Istra veroveren en daarna oprukken naar Volokolamsk. Twee brigades en één infanteriedivisie, gesteund door de 17e Tankbrigade, vielen de Duitse linie bij Snegiri aan. Het dorp werd verdedigd door het SS-regiment “Das Reich”. Na hevige gevechten wisten de Sovjets het dorp te veroveren, maar de SS'ers trokken zich terug naar Kroekova. Deze heuvelrug beheerste de rivierovergang ten zuiden van Istra. Generaal Rokossovski probeerde de terugtrekkende Duitsers te omsingelen, maar zijn troepen waren te verspreid. De 36e Brigade en de 17e Tankbrigade deden een poging de heuvels te bestormen, maar de SS'ers hielden stand. Een tweede poging faalde eveneens. De volgende dag werden de verdedigers gesteund door een bataljon Sturmgeschütz III van de 10e Pantserdivisie, die langs Istra naar het westen terugtrok. De Duitse kanonnen schakelden verschillende tanks uit, waarna de Sovjets zich haastig terugtrokken. In de loop van de nacht glipten de Duitsers weg van de heuvelrug en ze bliezen de stuwdammen op de Istra op. Het stijgende water vormde een barrière van 100 m waardoor de opmars van het 16de leger naar Istra volledig tot stilstand kwam. Pogingen van de 36ste brigade om de watervlakte over te steken, mislukten. In de loop van de dag ondernam ook de 40ste brigade een aanval, maar ook deze poging werd met zware verliezen afgeslagen.
Na vier dagen was het offensief van het Westelijk Front vertraagd. Stavka was woedend op de legercommandanten en generaal Zjoekov greep in. Hij gaf bevel om niet langer de Duitse posities frontaal aan te vallen, maar in plaats daarvan mobiele groepen te vormen. Deze mobiele groepen, bestaande uit tanks, cavalerie en gemotoriseerde infanterie, moesten de Duitse stellingen omzeilen en hun achterhoede aanvallen. Brandstof- en munitiedepots vormden hun doelen. De omsingelde Duitsers moesten daarna worden vernietigd door de infanterie van de tweede aanvalsgolf.

### Noordelijke flank: Slag om Klin
Generaal Leljoesjenko vormde een mobiele groep, bestaande uit de 8e en 21e Tankbrigade, met als opdracht de enige ontsnappingsroute ten westen van Klin af te snijden. Ondertussen viel het 30e Leger het stadje vanuit drie richtingen aan. De 348e Divisie naderde Klin vanuit Rogatsjev, de 371e Divisie naderde vanuit het noorden en vanuit het noordwesten viel de 365e Divisie aan over de hoofdweg Klin-Kalinin. Zonder de steun van de tanks liepen de aanvallen vast. In het open veld maakten vooral de Duitse kanonnen veel slachtoffers. Generaal Leljoesjenko moest zijn troepen hergroeperen en de verdedigers kregen een adempauze.  Vanuit Klin leidde generaal-majoor Krüger, commandant van de 1e Pantserdivisie, de verdediging. Hij was zijn taak om de weg naar Vysokovsk voldoende lang open te houden om alle Duitse eenheden langs Klin naar het westen te laten ontsnappen.

### Zuidelijke flank: Val van Solnechnogorsk
Na de vorming van de mobiele groepen kwam het offensief in het zuiden eindelijk op gang. Op 11 december bereikte een mobiele groep van het 20e Leger ten noorden van Solnechnogorsk de hoofdweg Moskou-Klin. De 24e Tankbrigade, gesteund door de 64e Brigade, zwenkte naar het zuiden en viel Solnechnogorsk aan. In de loop van de dag verschenen ook de 31e Tankbrigade en de 35e Brigade, die de tweede mobiele groep van het 20e Leger vormden. Tegen de avond was Solnechnogorsk stevig in handen van de Sovjets. Generaal Vlassov hergroepeerde zijn troepen en gaf bevel om naar Klin op te rukken.
De volgende dag maakte hun rechterflank contact met de 71e Brigade, die de voorhoede van het Eerste Stoottroepenleger vormde. Na de verovering van Jachroma had generaal Koeznetsov zijn brigades naar het westen laten oprukken. Na een tocht van 40 kilometer door een heuvelachtig gebied met veel bossen en nauwelijks wegen, bevond het Eerste Stoottroepenleger zich op 15 km ten oosten van Klin.  
Meer naar het zuiden verdeelde generaal Rokossovski zijn gehele leger in twee mobiele groepen. Hij verwachtte geen Duitse tegenaanval, dus liet hij slechts een dunne linie in het centrum achter. De inundanties beschermden de Sovjets net zoals ze de Duitse linies beschermden tegen frontale aanvallen. De noordelijke groep van generaal A.P. Beloborodov, bestaande uit de 9e Gardedivisie, 17e Tankbrigade, 36e Brigade en 40e Brigade, moest het reservoir vanuit het noorden omcirkelen en daarna naar Istra afbuigen. Omdat hij in november 1941 in de buurt van Istra had gevochten, kende de generaal het terrein. Hij glipte tussen de Duitse posities en viel Istra vanuit het westen aan. De Duitse verdediging stortte ineen en op 12 december viel Istra in handen van de Sovjets. De zuidelijke groep van generaal Remizov, bestaande uit de 22e Tankbrigade en 31e Brigade, zocht een oversteekplaats over de gezwollen rivier ten zuiden van Istra en daarna trokken ze naar de weg Istra-Volokolamsk. Op 12 december bevonden ze zich op 24 km ten westen van Istra, waar ze de hoofdweg naar Volokolamsk stevig in handen hielden.
Nadat het 16e Leger de Duitse stellingen bij Istra had doorbroken, wierp generaal Zjoekov zijn reserves in de strijd. Het 2e Cavaleriekorps van generaal L.M Dovlator rukte op door de bres en stortte zich op de achterhoede van Pantsergroep 3. De cavaleristen vielen de terugtrekkende eenheden aan, staken voorraaddepots in brand en bliezen telefoonpalen op. De cavaleristen richtten een ravage aan. De Duitse verdediging in het zuiden van de saillant stortte volledig ineen. Duitse soldaten lieten hun voertuigen achter, gooiden hun wapens weg en probeerden zo snel mogelijk Volokolamsk te bereiken.

### Val van Klin
Op 14 december kreeg generaal-majoor Krüger het bevel om Klin te evacueren en uit te breken naar het westen. De Sovjets hadden de laatste ontsnappingsroutes naar het westen afgesneden. In Klin bevonden zich de 1e Pantserdivisie en delen van de 14e Gemotoriseerde Divisie, de 36e Gemotoriseerde Divisies en honderden gewonden. De smalle en moeilijk begaanbare wegen naar het westen konden gemakkelijk worden verdedigd. De generaal besefte dat een uitbraak zou betekenen dat hij de meeste voertuigen van zijn divisie moest achterlaten. Als hij zijn voertuigen moest opgeven, dan was de slagkracht van zijn divisie verdwenen. Bovendien konden de honderden gewonden, die zich in Klin bevonden, niet worden geëvacueerd zonder voertuigen. Generaal-majoor Krüger was dan ook van plan om zijn voertuigen te behouden en niemand achter te laten.
Na verkenning bleek dat de omsingeling rond Klin het zwakst was in Nekrasino, ten zuidwesten van Klin. Hier bevonden zich weliswaar twee tankbrigades, maar de Sovjets hadden zich nog niet ingegraven. Generaal-majoor Krüger plande een schijnaanval in de richting van Goljadi. Dit dorpje bevond zich op de hoofdweg naar Kalinin. De Duitsers verzamelden een gevechtsgroep, bestaande uit alle beschikbare tanks en een bataljon infanterie. Ze kregen de opdracht een uitbraak te doen in de richting van Golyadi. De artillerie zou deze aanval ondersteunen. Behalve de commandant van de artillerie werd niemand van de gevechtsgroep ingelicht dat de aanval slechts een afleidingsmanoeuvre was. De Duitse soldaten waren er dus overtuigd dat de aanval op Golyadi hun enige kans op een ontsnapping was.
Kort voor zonsopgang op 14 december ging de aanval van start. De Duitse gevechtsgroep verraste de Sovjet eenheden in Golyadi. Na een kort gevecht werd het dorp bezet. Generaal Leljoesjenko was ervan overtuigd dat dit de verwachte Duitse uitbraakpoging was en hij gaf de 8ste Tankbrigade opdracht zich van Nekrasino naar Golyadi te verplaatsen. Alle beschikbare reserves werden naar Golyadi gestuurd.
Na het afgesproken signaal verlegde de artillerie haar vuur naar de Sovjetstellingen ten zuidwesten van Klin. Op hetzelfde moment viel een bataljon gemotoriseerde infanterie aan. De Sovjets waren verrast en ze werden onder de voet gelopen. Het bataljon werd gevolgd door infanterie en een compagnie motorrijders, die de opening in het front verbreedden. Ondertussen kwam de evacuatie van Klin op gang. Militaire politie, gesteund door stafofficieren en officieren met lichte verwondingen, regelden het transport. Voertuigen die in panne vielen werden onmiddellijk van de baan geduwd en in brand gestoken. Chauffeurs en passagiers werden over de andere voertuigen verdeeld. Dankzij de strikte discipline bleven de voertuigen in beweging op de smalle weg naar Nekrasino. Tegen het einde van de middag waren de laatste gewonden geëvacueerd. Generaal-majoor Krüger begon nu zijn gevechtstroepen terug te trekken.
In Golyadi kregen de tanks bevel om naar het zuiden te zwenken en zich bij de uitbraak te voegen. Eén batterij bleef de Sovjetposities bestoken, om de indruk te wekken dat de voornaamste aanval nog steeds bij Golyadi lag. De rest van de artillerie voegde zich bij de tanks. Onderweg pikten ze de laatste infanteristen op, die gedurende de dag de oostelijke rand van Klin hadden verdedigd. De laatste batterij verschoot haar laatste granaten en ze bliezen daarna hun kanonnen op. Net voor middernacht bereikten de laatste Duitse troepen ongehinderd Nekrasino.

### Terugtocht naar Lama en Roeza
Na de ontruiming van Klin en het verlies van Solnechnogorsk en Istra probeerde generaal Reinhardt een nieuwe verdedigingslinie op te bouwen achter de Lama en Roeza. De Duitse eenheden trokken zich sneller terug dan de Sovjets oprukten. Ze verbraken het gevechtscontact met de Sovjets. Deze voorsprong gaf generaal Reinhardt de adempauze om zijn eenheden te hergroeperen en zich in te graven achter de rivier. De restanten van de drie pantserdivisies en de twee gemotoriseerde divisies verschenen druppelsgewijs aan de oevers van de Lama, waar ze werden opgevangen door de infanteriedivisies, die waren achtergebleven bij de start van het offensief op 15 november. De Duitse infanteristen waren verbaasd over de zware verliezen van tanks, geschut en voertuigen bij de pantser- en gemotoriseerde divisies. Voor het eerst in dagen kregen de overlevenden een warme maaltijd en een ononderbroken nachtrust in een verwarmde opvangplaats. Generaal Reinhardt verdeelde de overgebleven tanks en gemechaniseerde kanonnen over een viertal gevechtsgroepen. Slechts de 1ste pantserdivisie was nog steeds een georganiseerde eenheid, die beschikte over voldoende tanks en artillerie. Zij vormde de reserve van het 3de pantserleger.
Generaal Reinhardt informeerde het Duitse opperbevel dat hij in staat zou zijn om stand te houden aan de Lama op voorwaarde dat het 9e Leger en het 4e Pantserleger zijn flanken zouden dekken. Het 4de pantserleger had zware verliezen geleden tijdens de terugtocht naar de Ruza. Het 5e Legerkorps (Wehrmacht)5e Legerkorps, dat de verbinding met het 3de pantserleger vormde, beschikte nog maar over veertig tanks. Generaal Reinhardt stuurde een deel van de 1e Pantserdivisie naar het gebied rond Volokolamsk om het gehavende korps te versterken.  Ook over zijn noordelijke flank maakte hij zich zorgen. Het 9e Leger was in een betere staat dan het 4e Pantserleger. Tijdens de terugtocht vanuit Kalinin was het een georganiseerde strijdmacht gebleven. Onder voortdurende druk van drie legers van het Kalininfront hadden ze zich langzaam teruggetrokken, maar in tegenstelling tot de beide pantserlegers had het geen rivier om zich achter terug te trekken. Het einddoel van het 9e Leger, Staritsa, was enkel een lijn op de kaarten van de Duitse generale staf. Er waren geen versterkingen, mijnenvelden of bunkers aangelegd.
Op 19 december verscheen de voorhoede van het Eerste Stoottroepenleger aan de Lama en Ruza. De Sovjets probeerden de rivier over te steken, maar de Duitsers sloegen hen terug. Elke brigade probeerde op eigen kracht de Duitse verdediging te doorbreken, maar hun pogingen faalden. De brigades waren vanaf 6 december onafgebroken in het offensief geweest. De meeste eenheden waren ver onder hun nominale sterkte. Ook nadat het 16de leger en het 20e Leger op het strijdtoneel verschenen, bleven de aanvallen fragmentarisch en ongecoördineerd verlopen. Bij een van deze pogingen sneuvelde de populaire generaal Dovator, commandant van het 2de Garde Cavaleriekorps. Zijn dood had een weerslag op het moreel van de Sovjets. Generaal Zjoekov, die zijn sterkste leger had moeten overdragen aan het Kalininfront, concentreerde zijn aanvallen op het gebied rond Volokolamsk. Generaal Reinhardt dirigeerde een gevechtsgroep van de 1e Pantserdivisie naar de bedreigde sector. Een opklaring in het weer gaf de Luftwaffe de mogelijkheid om de Sovjets vanuit de lucht te bestoken. Het kwam tot hevige gevechten, maar de Duitse linie hield stand. Op 25 december gaf generaal Zjoekov opdracht om het offensief te staken.

## Conclusie
Op 18 december 1941 gaf Adolf Hitler bevel dat alle eenheden van Heeresgruppe Mitte zich moesten ingraven waar ze zich bevonden. Veldmaarschalk Von Bock pleitte voor een terugtocht naar Smolensk, maar het Oberkommando der Wehrmacht verbood elke verdere terugtocht. Hoewel het op dat moment niet duidelijk was, redde dit bevel de legergroep. Een verdere terugtocht zou waarschijnlijk zijn ontaard in een vlucht en een complete ineenstorting. Nu hielden de Duitse eenheden stand in hun egelposities. De Sovjets omsingelden verschillende posities, maar slechts in een paar gevallen wisten ze ook daadwerkelijk de Duitse eenheden te vernietigen. De superieure vuurkracht van de Duitse artillerie en de beter bewapende infanterie bracht de Sovjets zware verliezen toe.
Adolf Hitler ging zich ook persoonlijk bezighouden met de strijd aan het oostfront. In eerste instantie herschikte hij het Duitse opperbevel en ontsloeg een aantal generaals. Op 19 december aanvaardde hij het ontslag van generaal Von Brauchitsch, opperbevelhebber van het Duitse leger. Hitler nam zelf het bevel op zich en hij maakte het OKH verantwoordelijk voor alle operaties aan het oostfront. Vanaf dat moment hield het OKW zich bezig met de andere fronten en had het geen zeggenschap meer over het OKH. Op 19 december werd veldmaarschalk Von Bock op ziekteverlof gestuurd en vervangen door veldmaarschalk Von Kluge. Ook generaal Guderian, commandant van Pantsergroep 2, en generaal Strauss, commandant van het 9e Leger, werden ontslagen. Meer dan veertig generaals werden ontslagen of overgeplaatst. Na december 1941 kregen de Duitse generaals steeds minder vrijheid om beslissingen te nemen.
Het Klin-Solnechnogorsk offensief was een duidelijke overwinning voor het Rode Leger. De noordelijke dreiging voor Moskou was afgewend en de frontlijn was 100 km naar het westen opgeschoven. Toch was de overwinning niet compleet. Het 3e Pantserleger was weliswaar zwaar gehavend, maar niet vernietigd. Stavka was nog niet in staat om een grote gecombineerde operatie te leiden zoals later tijdens de oorlog. Generaal Zjoekov moest voortdurend zijn legercommandanten aansporen. De plaatselijke commandanten waren behoedzaam. De staf van legers en divisies beperkte zich tot het uitvoeren van de rechtstreekse bevelen en ze waren niet in staat om snel op de veranderende omstandigheden te reageren. Op lokaal niveau verwaterde het offensief tot een aantal frontale aanvallen, die enkel slaagden omwille van het numerieke overwicht van de Sovjets.
Generaal Zjoekov begreep dat hij zijn lokale commandanten meer vrijheid moest geven om zelf initiatief te nemen. Enkele officieren, zoals Rokossovski en M.E. Katoekov, hadden bij hun aanvallen gehandeld naar hun eigen inzicht en belangrijke successen geboekt. Na Klin begon Stavka ook gecombineerde legers samen te stellen, waarbij tanks, artillerie en infanterie op elkaar waren afgestemd. Het zou echter nog tot 1943 duren voordat het Rode Leger deze tactiek had geperfectioneerd.